# 54902 Close
54902 Close è un asteroide della fascia principale. Scoperto nel 2001, presenta un'orbita caratterizzata da un semiasse maggiore pari a 2,3612670 UA e da un'eccentricità di 0,1793438, inclinata di 2,97064° rispetto all'eclittica.